# Middle River (Maryland)
Middle River és una concentració de població designada pel cens dels Estats Units a l'estat de Maryland. Segons el cens del 2000 tenia 23.958 habitants.

## Demografia
Segons el cens del 2000, Middle River tenia 23.958 habitants, 9.425 habitatges, i 6.399 famílies. La densitat de població era de 1.196,7 habitants per km².
Dels 9.425 habitatges en un 33,1% hi vivien nens de menys de 18 anys, en un 46% hi vivien parelles casades, en un 16,1% dones solteres, i en un 32,1% no eren unitats familiars. En el 25,7% dels habitatges hi vivien persones soles el 9,8% de les quals corresponia a persones de 65 anys o més que vivien soles. El nombre mitjà de persones vivint en cada habitatge era de 2,51 i el nombre mitjà de persones que vivien en cada família era de 2,99.
Per edats la població es repartia de la següent manera: un 25,9% tenia menys de 18 anys, un 8% entre 18 i 24, un 30,7% entre 25 i 44, un 22,2% de 45 a 60 i un 13,1% 65 anys o més.
L'edat mediana era de 36 anys. Per cada 100 dones de 18 o més anys hi havia 87 homes.
Cap de les famílies estaven per davall del llindar de pobresa.

## Poblacions més properes
El següent diagrama mostra les poblacions més properes.